# Haus Klarenbeck
Haus Klarenbeck war ein Rittersitz bei dem Dorf Nütterden in der Gemeinde Kranenburg, Kreis Kleve.

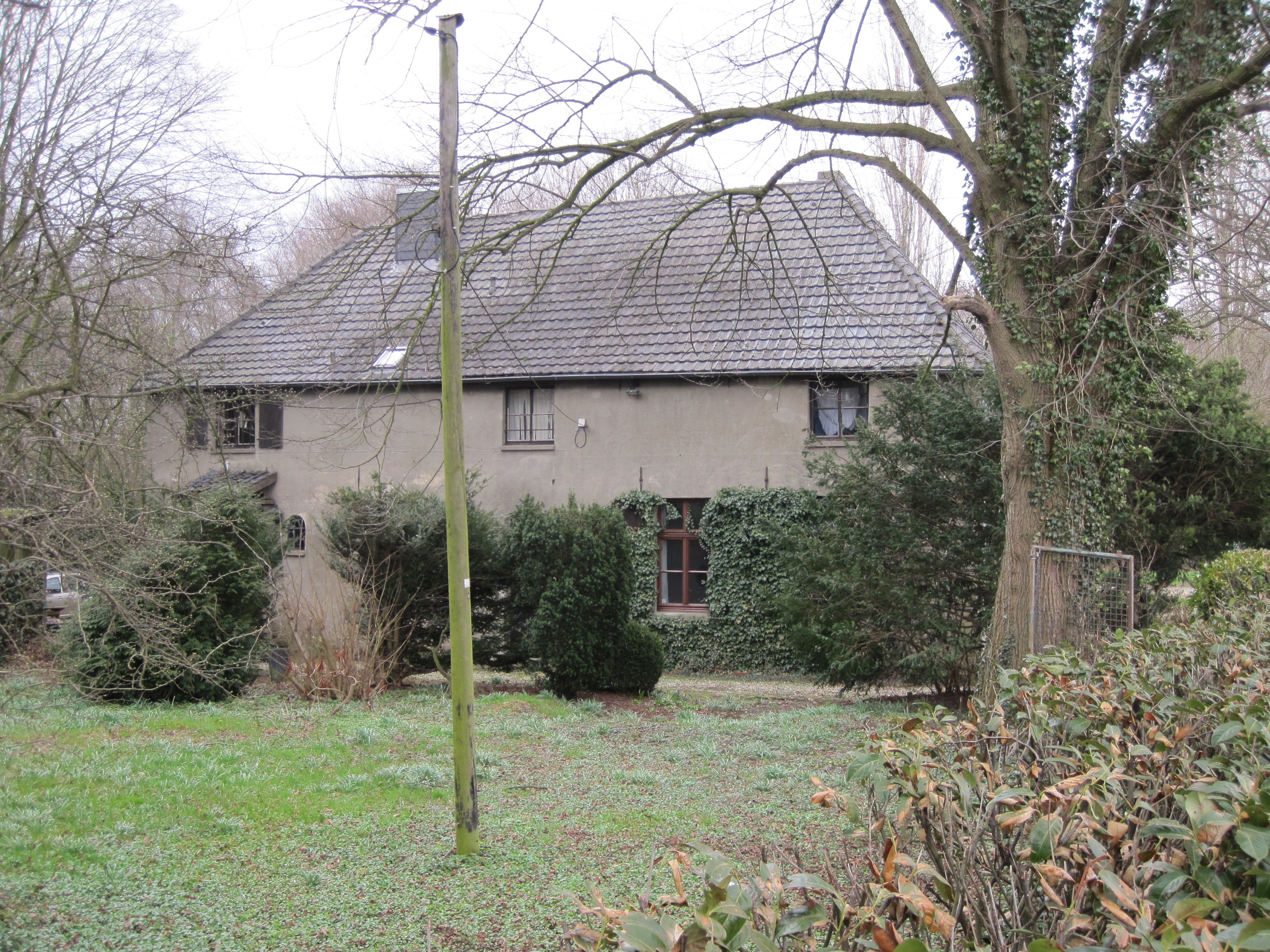
Das heutige Haus Klarenbeck (ehem. Elsenhof)

## Geschichte
Haus Klarenbeck wird erstmals im Jahr 1300 anlässlich einer Altarstiftung des Johann von Klarenbeck, Sekretär des Grafen von Kleve, erwähnt. Nach Johanns Tod ging der Besitz an den späteren Grafen Johann von Kleve über, der 1344 den Ritter Dietrich von Bentheim mit Klarenbeck belehnte. Im 15. Jahrhundert gelangte die Anlage an die klevische Seitenlinie Blanckenstein.
1438 übereignete Herzog Adolf I von Kleve seinem außerehelichen Sohn Johann von Cleve Blankenstein und Jutta von Apeltern das Gut Clarenbeck als Mitgift. Die Töchter Maria und Margarete erbten Clarenbeck und Maria trat 1492 ihren Anteil an Margarete ab. Margarete starb kinderlos und ihr Besitz ging 1535 an die Tochter von Maria, Judith Smullinck, verheiratet mit Johan von Selbach. Deren Sohn Henrick von Selbach bekommt dann das Nutzrecht, seine Tochter Judith von Selbach, verheiratet mit Johann von Lützerath von Vorst, erbt 1563 das Gut Clarenbeck. Danach wurde es vererbt an Reinart von Lutzerode von Vorst zu Clarenbeck, den Sohn Johanns, an Johann Reinart von Lutzerode zu Clarenbeck († 1653), Otilia Margreta von Lützenrode (Erbin zu Clarenbeck und Vorst,+1692; verh. 1680 mit Franz Dietrich v. Brabeck zu Vogelsang), an Maximilian Anton v. Brabeck zu Vogelsang (1692 mit Clarenbeck belehnt), und Friedrich Christian Edmund Alexander v. Brabeck, Herr zu Clarenbeck (* 1691). Sie bewohnten Clarenbeck bis ins 18. Jahrhundert.
Nach der Klevischen Katasterkarte von 1734 war Haus Klarenbeck eine vierflügelige Anlage mit Innenhof, die von einem Wassergraben umgeben war. Um die Mitte des 18. Jahrhunderts müssen die Gebäude abgebrochen worden sein.
Der Name Haus Klarenbeck ging in späterer Zeit auf den zum Anwesen gehörigen Elsenhof über. Er wird heute von dem Künstler Dieter von Levetzow bewohnt.